# Clubwear
 (février 2015).
- Si vous ne connaissez pas le sujet, laissez ce bandeau (vous pouvez alors contacter les auteurs).
- Si vous supprimez le contenu mis en cause (vous pouvez préalablement contacter les auteurs),

argumentez précisément cette suppression dans la page de discussion
(un manque de référence n'est pas un argument ; une recherche réelle de référence doit avoir été effectuée, être formellement documentée).

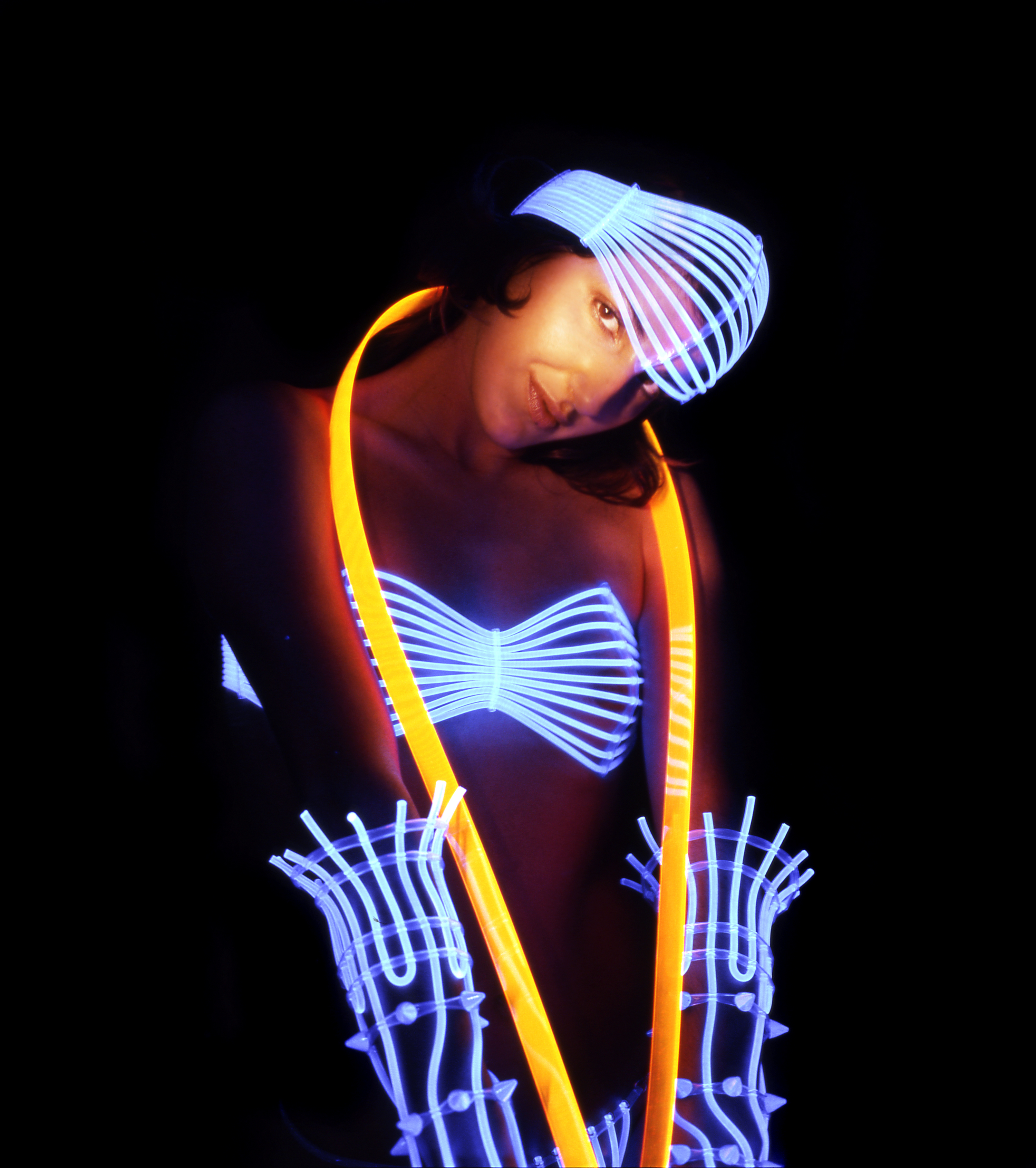
Light-up club wear for performances. Created by the artist Beo Beyond.

Clubwear est un terme générique anglais pour désigner un type de vêtements provocants ou fétichistes qui sont portés dans les discothèques où règne une atmosphère sensuelle et un code vestimentaire détendu. Il y a de nombreux types de vêtements qui peuvent être portés dans les discothèques suivant le lieu, le code vestimentaire de la discothèque ou le temps.
Le Clubwear fait parfois référence à des comportements fétichistes en termes d'habillement ou de matières.

## Histoire
Apparu dans les années 1990 durant la période des festivals en plein air et autres fêtes du type rave-party, le mouvement Clubwear consistait à se démarquer par son code vestimentaire.[réf. nécessaire] L'interdiction de ce type de fêtes a poussé ses adeptes à revenir dans les discothèques (Clubs en anglais) en rapportant leur mode[réf. souhaitée].
Cette mode a évolué sous l'influence majeure des Clubs d'Ibiza, avec notamment les mythiques jambières, mais aussi des tenues de plus en plus courtes avec des styles toujours très visibles : très colorés, matières réfléchissantes spéciales UV pour être vu dans les Clubs, etc.
Dans les années 2000, cette mode a pris un tour plus sexy : les tenues sont devenues provocantes et la limite entre l'habillement intime et les vêtements Clubwear est devenue ténue. Signe d'un affranchissement de la femme, à l'aide dans son corps en particulier dans les pays ou le Clubbing est très vivace (Royaume-Uni, Espagne ou Allemagne par exemple).

## Tenues Clubwear

### Robes
Une des composantes essentielles du dressing de la Clubbeuse est la mini-robe. Toujours ultra-courte, elle est provocante, avec un décolleté généreux et souvent un dos-nu. Les matières utilisées sont originales, le Clubwear étant fait pour être vu.

### Jambières
Un peu passé de mode mais accessoire indispensable du puriste[réf. souhaitée], la jambière, provenant des salles de sport, a été modifiée pour devenir un incontournable du Clubwear dans les années 1990. C'est dans les clubs des îles Baléares (Ibiza) que la jambière a été popularisée[réf. souhaitée], et reprise au Royaume-Uni avant de s'installer partout[réf. souhaitée], et de disparaître petit à petit dans les années 2000.

## Référence
- (en) Cet article est partiellement ou en totalité issu de l’article de Wikipédia en anglais intitulé « Clubwear » (voir la liste des auteurs).